# Andrej Kovalenko (hockeista su ghiaccio)
Andrej Nikolaevič Kovalenko (in russo Андрей Николаевич Коваленко?; Balakovo, 7 giugno 1970) è un ex hockeista su ghiaccio russo, fino al 1991 sovietico.

## Palmarès

### Olimpiadi
- Oro a Albertville 1992 (con la Squadra Unificata).
- Argento a Nagano 1998 (con la Russia).

### Mondiali
- Argento a Svezia 2002 (con la Russia).